# عبد الله بن عبد الله الترجمان

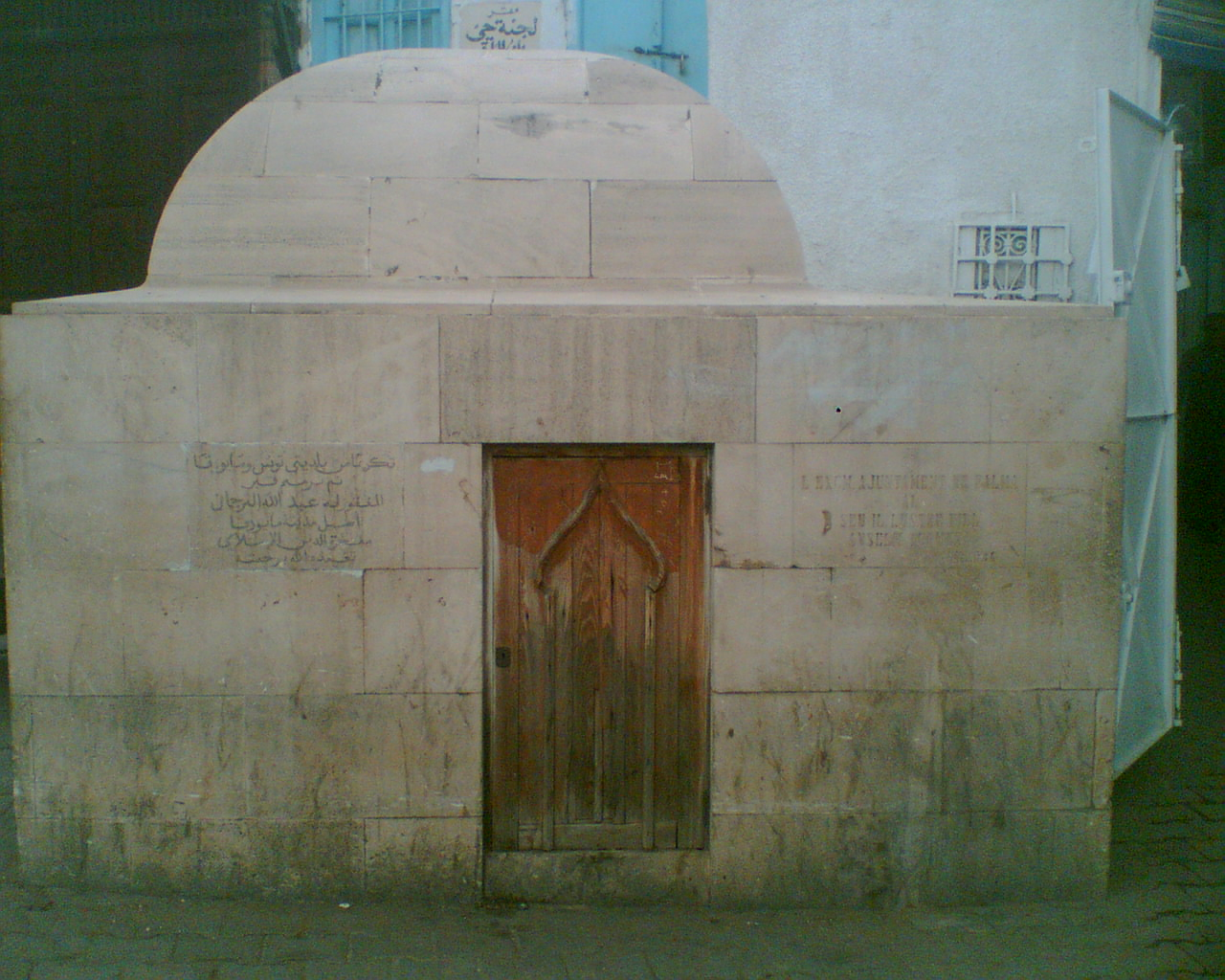
قبره في تونس

أبو محمد عبد الله بن عبد الله الترجمان الميورقي، ولد في ميورقة في 1355 كان قسا نصرانيا اسمه «أنسيلم تورميدا»، أسلم وألف كتاب تحفة الأريب في الرد على أهل الصليب وغيره وكان وزيرا في تونس وتوفي فيها سنة 1423.

## قصة إسلامه
روى عبد الله الترجمان قصة إسلامه في الفصل الأول من كتابه تحفة الأريب:
اعلموا رحمكم الله أن أصلي من مدينة ميورقة أعادها الله للإسلام، وهي مدينة كبيرة على البحر بين جبلين يشقهما واد صغير وهي مدينة متجر ولها مرستان ترسي بهما السفن الكبار للمتاجر الجليلة، والمدينة في جزيرة تسمى باسم المدينة ميورقة وأكثر ثمارها زيتون وتين ويحمل منها عام خصابة زيتونها أكثر من عشرين ألف بتية زيت لبلاد مصر والإسكندرية وبجزيرة ميورقة المذكور أزيد من مائة وعشرين حصنا مسورة عامرة وبها عيون كثيرة تشق جميع جهاتها وتصب في البحر وكان والدي محسوبا من أهل حاضرة ميورقة ولم يكن له ولد غيري ولما بلغت ست سنين من عمري أسلمني إلى معلم من القسيسين قرأت عليه الإنجيل حتى حفظت أكثر من شطره في مدة سنتين ثم أخذت في تعلم لغة الإنجيل وعلم المنطق في ست سنين ثم ارتحلت من بلد ميورقة إلى مدينة لاردة من أرض القطلان وهي مدينة العلم عند النصارى في ذلك القطر ولها واد كبير يشقها ورأيت التبر مختلطا برملها إلا أنه صح عند جميع أهل ذلك القطر أن النفقة في تحصيله لا تفي بقدر فائدته فلذلك ترك وبهذه المدينة فاكهة كثيرة ورأيت الفلاحين بها يقسمون الخوخة على أربعة أفلاق ويمقرونها في الشمس وكذلك يمقرون القرع والجزز فإذا أرادوا أكله في الشتاء نقعوه في الماء وطبخوه كأنه طري في أوانه. وبهذه المدينة تجتمع طلبة العلم من النصارى وينتهون إلى ألف رجل أو ألف وخمسمائة رجل ولا يحكم بينهم إلا القسيس الذي يقرون عليه، وأكثر غلات أوطانها الزعفران. فقرأت فيها علم الطبيعات والنجامة مدة ست سنين ثم تصدرت فيها أقرأ الإنجيل وألقنه ملازما لذلك مدة أربع سنين. ثم ارتحلت إلى مدينة بلونية من أرض الأبزدية وهي مدينة كبيرة جدا بنيانها بالآجر الجيد لعدم معادن الحجر عندهم ولكن لكل معلم من أهل صناعة الآجر طابع يخصه وعليهم أمين مقدم يحتسب عليهم في طيب طين الآجر وطبخه فإذا انفلج أو تفرك منه شيء غرم الذي صنعه قيمته وعوقب بالضرب. وهذه مدينة علم عند جميع أهل ذلك القطر، ويجتمع بها كل عام من الآفاق أكثر من ألفي رجل يطلبون العلم ولا يلبسون إلا الملف الذي هو صباغ الله، ولو يكون طالب العلم منهم سلطانا أو ابن سلطان فلا يلبس إلا ذلك ليمتاز به الطلبة من غيرهم. ولا يحكم فيهم إلا القسيس الذي يقرون عليه. فسكنت بها، وبها كنيسة لقسيس كبير السن عندهم بها كبير القدر اسمه نقلاومرتيل وكانت منزلته فيهم بالعلم والدين والزهد رفيعة جدا انفرد بهما في زمنه عن جميع أهل دين النصرانية فكانت الأسئلة في دينهم ترد عليه من الآفاق من جهة الملوك وغيرهم وصحبة الأسئلة من الهدايا الضخمة ما هو الغاية في بابه ويرغبون بالتبرك به وفي قبوله لهداياهم ويتشرفون بذلك فقرأت على هذا القسيس علم أصول دين النصرانية وأحكامه ولم أزل أتقرب إليه بخدمته والقيام بكثير من وظائفه حتى صيرني من أفضل خواصه وانتهيت في خدمتي له وتقربي إلى أن دفع لي مفاتيح سكنه وخزائن مأكله ومشربه وبقي جميع ذلك كله على يدي ولم يستثن من ذلك سوى مفتاح بيت صغير بداخل مسكنه كان يخلو فيه بنفسه، الظاهر أنه بيت خزائن أمواله التي كانت تهدى إليه والله أعلم. فلازمته على ما ذكرت من القراءة عليه والخدمة له عشرا ثم أصابه مرض يوما من الدهر فتخلف عن حضور مجلس قراءته وانتظره أهل المجلس وهم يتذاكرون في مسائل من العلم إلى أن أفضى بهم الكلام إلى قوله عز وجل على لسان نبيه عيسى «إنه يأتي من بعدي نبي اسمه البارقليط» فبحثوا في تعيين هذا النبي من هو من الأنبياء وقال كل واحد منهم بحسب علمه وفهمه فعظم بينهم في ذلك مقالهم وكثر جدالهم ثم انصرفوا من غير تحصيل فائدة في تلك المسألة. فأتيت مسكن الشيخ صاحب الدرس المذكور فقال لي: ما الذي كان عندكم اليوم من البحث في غيبتي عنكم؟ فأخبرته باختلاف القوم في اسم البارقليط وأن فلانا قد أجاب بكذا وفلانا بكذا وسردت له أجوبتهم. فقال لي: وبماذا أجبت؟ فقلت: بجواب القاضي فلان في تفسير الإنجيل. فقال لي: ما قصرت وقربت وفلان أخطأ وكاد فلان أن يقارب ولكن الحق خلاف هذا كله لأن تفسير هذا الاسم الشريف لا يعلمه إلا العلماء الراسخون في العلم وأنتم لم يحصل لكم من العلم إلا القليل. فبادرت إلى قدميه أقبلهما وقلت له: يا سيدي قد علمت أني ارتحلت إليك من بلد بعيد ولي في خدمتك عشر سنين حصلت عنك فيها جملة من العلوم لا أحصيها فلعل من جميل إحسانكم أن تمنوا علي بمعرفة هذا الاسم الشريف. فبكى الشيخ وقال: يا ولدي والله إنك لتعز علي كثيرا من أجل خدمتك لي وانقطاعك إلي، وإن في معرفة هذا الاسم الشريف فائدة عظيمة، لكن أخاف عليك أن تظهر ذلك فيقتلك عامة النصارى في الحين. فقلت له: يا سيدي والله العظيم وحق الإنجيل ومن جاء به لا أتكلم بشيء مما تسر إلي إلا عن أمرك. فقال لي: يا ولدي إني سألتك في أول قدومك إلي عن بلدك وهل هو قريب من المسلمين وهل يقرونكم أو تقرونهم لأختبر ما عندك من المنافرة للإسلام، فاعلم يا ولدي أن البارقليط هو اسم من أسماء نبيهم محمد  وعليه نزل الكتاب الرابع المذكور على لسان دانيال وأخبر أنه سينزل هذا الكتاب عليه وأن دينه دين الحق وملته هي الملة البيضاء المذكورة في الإنجيل. قلت: يا سيدي وما تقول في دين هؤلاء النصارى؟ فقال لي: يا ولدي لو أن النصارى أقاموا على دين عيسى الأول لكانوا على دين الله لأن عيسى وجميع الأنبياء دينهم دين الله. فقلت: يا سيدي وكيف الخلاص من هذا الأمر؟ فقال: يا ولدي بالدخول في دين الإسلام. فقلت له: وهل ينجو الداخل فيه؟ فقال لي: نعم ينجو في الدنيا والآخرة. فقلت له: يا سيدي إن العاقل لا يختار لنفسه إلا أفضل ما يعلم فإذا علمت فضل دين الإسلام فما يمنعك منه؟ فقال لي: يا ولدي إن الله لم يطلعني على حقيقة ما أخبرتك من فضل دين الإسلام وشرف دين الإسلام إلا بعد كبر سني ووهن عظمي ولا عذر لنا فيه بل حجة الله علينا قائمة ولو هداني الله لذلك وأنا في سنك لتركت كل شيء ودخلت في الحق وحب الدنيا رأس كل خطيئة، وأنت ترى ما أنا فيه عند النصارى من رفعة الجاه والقدر والعز والشرف وكثرة عرض الدنيا، ولو أني ظهر علي شيء من الميل إلى دين الإسلام لقتلني العامة في أسرع وقت. وهب أني نجوت منهم وخلصت إلى المسلمين وأقول لهم إني جئتكم مسلما فيقولون لي قد نفعت نفسك بالدخول في دين الحق فلا تمنّ علينا في دين خلصت به نفسك من عذاب الله فأبقى بينهم شيخا كبيرا فقيرا ابن تسعين سنة لا أفقه لسانهم ولا يعرفون حقي فأموت بينهم بالجوع. وأنا والحمد لله على دين عيسى وما جاء به يعلم الله ذلك مني. فقلت له: يا سيدي أفتأذن لي أن أمشي إلى بلاد المسلمين وأدخل في دينهم؟ فقال لي: إن كنت عاقلا طالبا للنجاة فبادر إلى ذلك تحصل لك الدنيا والآخرة، ولكن يا ولدي هذا أمر لم يحضره أحد معنا الآن فاكتمه لغاية جهدك وإن ظهر عليك منه شيء لقتلك العامة لحينك ولا أقدر على نفعك ولا ينفعك أن تنقل ذلك عني فإني أجحده وقولي مصدق عليك وقولك غير مصدق علي وأنا بريء من دمك إن فهت بشيء من هذا. فقلت: يا سيدي أعوذ بالله من سريان الوهم لهذا.
وعاهدته بما أرضاه ثم أخذت في أسباب الرحلة وودعته فدعا لي بخير وزودني بخمسين دينارا ذهبا وركبت البحر منصرفا إلى بلاد مدينة ميورقة فأقمت بها ستة أشهر ثم سافرت منها إلى مدينة صقلية فأقمت بها خمسة أشهر وأنا أنتظر مركبا يتوجه إلى أرض المسلمين. فحضر مركب يسافر إلى مدينة تونس فسافرت فيه من صقلية فأقلعنا عن قرب مغيب الشفق فوردنا مرسى تونس قرب الزوال. فلما نزلت بديوان تونس وسمع بي الذين بها من أحبار النصارى أتوا بمركوب وحملوني معهم إلى بلادهم وصحبتهم بعض التجار الحاضرين أيضا بتونس. فأقمت عندهم في ضيافتهم على أرغد عيش أربعة أشهر وبعد ذلك سألتهم هل بدار السلطنة أحد يحفظ لسان النصارى، وكان السلطان إذ ذاك مولانا أبا العباس أحمد، فذكروا لي النصارى أن بدار السلطنة المذكورة رجلا فاضلا من أكبر خدامه اسمه يوسف الطبيب وكان طبيبه ومن خواصه. ففرحت بذلك فرحا شديدا وسألت عن مسكن هذا الرجل الطبيب فدللت عليه واجتمعت به وذكرت له شرح حالي وسبب قدومي لدخولي في الإسلام فسرّ بذلك الرجل سرورا عظيما بأن يكون تمام هذا الخير على يديه. ثم ركب فرسه واحتملني معه لدار السلطان فدخل عليه وأخبره بحديثي واستأذنه علي فأذن لي، فمثلت بين يديه فأول ما سألني عن عمري فقلت له خمسة وثلاثون عاما. ثم سألني كذلك عما قرأت من العلوم فأخبرته فقال: قدمت قدوم خير فأسلم على بركة الله. فقلت للترجمان وهو الطبيب المذكور: قل لمولانا السلطان إنه لا يخرج أحد من دينه إلا ويكثر أهله القول فيه والطعن عليه، فأرغب من إحسانكم أن تبعثوا إلى الذين بحضرتكم من تجار النصارى وأخيارهم وتسألوهم عني وتسمع ما يقولون في جنابي وحينئذ أسلم إن شاء الله. فقال لي بواسطة الترجمان: أنت طلبت كما طلب عبد الله ابن سلام من النبي صلى الله عليه وسلم ثم أسلم. فأرسل إلى خيار النصارى وبعض تجارهم وأدخلني في بيت قريب من مجلسه، فلما دخل النصارى عليه قال لهم: ما تقولون في هذا القسيس الجديد الذي قدم في هذا المركب؟ قالوا: يا مولانا هذا عالم كبير في ديننا وقال مشائخهم ما رأينا أعلى منه درجة في العلم والدين في ديننا. فقال لهم: وما تقولون فيه إذا أسلم؟ فقالوا: نعوذ بالله من ذلك، هو ما يفعل هذا أبدا. فلما سمع ما عند النصارى بعث إلي فحضرت بين يديه وتشهدت بشهادتي الحق بمحضر النصارى فكبوا على وجوههم وقالوا ما حمله على هذا إلا حب التزويج فإن القسيس عندنا لا يتزوج، فخرجوا مكروبين محزونين.
فرتب لي السلطان ربع دينار في كل يوم في دار المختص وزوجني بنت الحاج محمد الصفار فلما عزمت على البناء بها أعطاني مائة دينار ذهبا وكسوة جيدة كاملة فابتنيت بها وولد لي منها ولد سميته محمدا على وجه التبرك باسم نبينا محمد صلى الله عليه وسلم تسليما.

## روابط خارجية
- عبد الله بن عبد الله الترجمان على موقع ديسكوغز (الإنجليزية)